# Lophopetalum wallichii
Lophopetalum wallichii är en benvedsväxtart som beskrevs av Kurz. Lophopetalum wallichii ingår i släktet Lophopetalum och familjen Celastraceae. Inga underarter finns listade.